# San Lucas (Nicaragua)
San Lucas è un comune del Nicaragua facente parte del dipartimento di Madriz.